# The Bug Genie
The Bug Genie — вільна система відслідковування помилок, яка поширюється на Mozilla Public License 1.1. Для управління надається вебінтерфейс. Система кросплатформенна, написана на PHP. Проєкт достатньо успішно розвивається, остання версія BUGS вийшла 10 травня 2013 року (версія 3.2.6).

## Загальні відомості
BUGS надає базовий набір інструментів для реєстрації помилок, розміщення пріоритетів, формуванні завдань для розробників. Ця система дозволяє сповіщати всіх розробників, які можуть бути пов'язані з помилкою. Система відслідковує помилки в залежності від версії та конфігурації програмного забезпечення. Всі помилки зберігаються в єдину БД, що являє собою базу знань про помилки у проєкті. Далі по цій БД можна формувати детальні звіти. BUGS підтримує можливість встановлювати blocker bugs — помилки, які можуть блокувати випуск релізу.

## Останні зміни
В останніх версіях розробники BUGS поліпшили формат звітів. Що особливо приємно: BUGS володіє user-friendly інтерфейсом. Для роботи з цією BTS вам не буде потрібно копатися в горах мануалів.

## Недоліки
Недолік BUGS — відсутність розподіленої багатокористувацької роботи. Неможливо працювати віддалено з декількома серверами або кількома БД. У силу цього можна рекомендувати, BUGS для невеликих команд розробників. Благо BUGS це open source продукт і вимагає для своєї роботи стандартний набір: Apache, PHP, MySQL.